# Војна академија 5
Војна академија 5 је српски хумористичко-драмски филм из 2019. године и представља наставак серије Војна академија. Режирао га је Дејан Зечевић.
Филм је премијерно приказан 2. октобра 2019. године у Сава центру. Упоредо са филмом, снимана је пета сезона телевизијске серије, која је премијерно емитована од 11. јануара до 14. марта 2020. године на РТС-у и садржи десет епизода.

## Радња
Наши омиљени јунаци овога пута пролазе кроз нове животне изазове, од пословних, попут капетана Данијела Стошића који покушава да се врати старој љубави - летењу, борбе за опстанак везе Роксанде и Васиљевића, али и борбе за потомство Шаше и Kлисуре. Пратимо и авантуре младих потпоручника који се труде да преживе у дивљини, на обуци за специјалну јединицу, када на тест издржљивости долазе њихова пријатељства и љубавне везе.

## Улоге
| Глумац              | Улога                       |
| ------------------- | --------------------------- |
| Бојан Перић         | капетан Данијел Стошић      |
| Нина Јанковић       | мајор Данка Обрадовић       |
| Јелисавета Орашанин | Весна Роксандрић „Роксанда” |
| Милош Тимотијевић   | мајор Видоје Васиљевић      |
| Славен Дошло        | Илија Морача „Ика”          |
| Андреа Ржаничанин   | Анђела Бањац                |
| Ваја Дујовић        | поручница Радмила Вуруна    |
| Анђела Јовановић    | Светлана Савић „Цеца”       |
| Вучић Перовић       | Богољуб Јанковић „Буги”     |
| Виктор Савић        | Здравко Бркић               |
| Ђорђе Стојковић     | Груја Голијанин             |
| Миодраг Драгичевић  | Вукашин Пашић „Гром”        |
| Јован Јовановић     | Гвозден Савић               |
| Гордана Пауновић    | Марија Гаћеша „Маша”        |
| Иван Михаиловић     | Мирко Клисура               |
| Драгана Дабовић     | Инес Шашвари „Шаша”         |
| Олга Одановић       | Милијарда Клисура           |